# Canon EF 28-90 мм

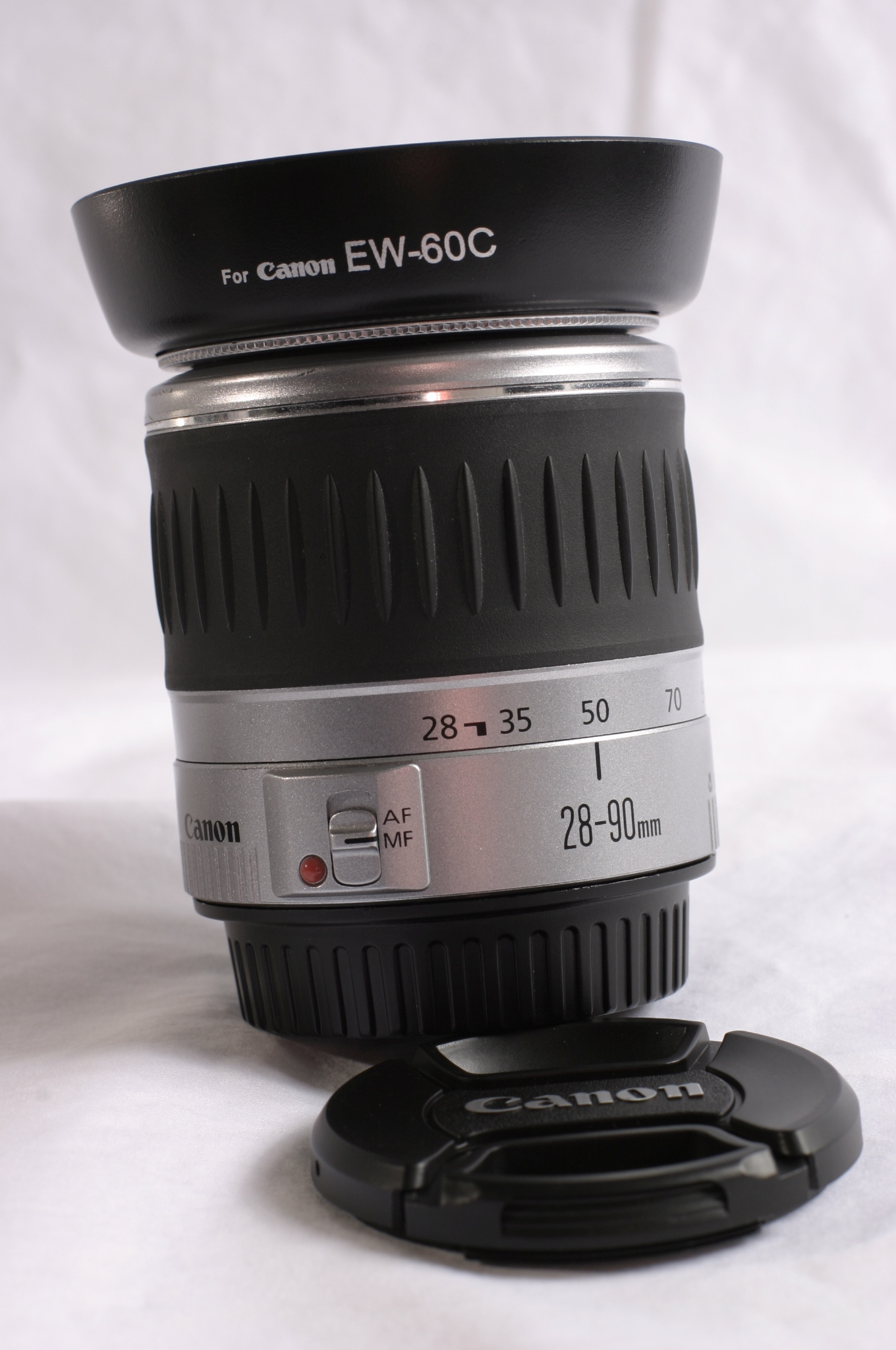
Canon EF 28-90mm F4-5.6 II USM

Canon EF 28-90mm f/4-5.6 — зум-объектив начального уровня, выпускавшийся в первой половине 2000-х годов и поставлявшийся в качестве штатного объектива для недорогих плёночных фотоаппаратов семейства Canon EOS. Оснащён байонетом Canon EF и может использоваться со всеми фотоаппаратами семейства без ограничений. 
Заменил собой модель Canon EF 28-80 мм f/3.5-5.6: при тех же размерах и массе новый объектив имеет большее фокусное расстояние на длинном конце. Поскольку минимальная дистанция фокусировки осталась неизменной, новая модель обладает чуть большим масштабом изображения при макросъёмке. Однако наряду с этими усовершенствованиями уменьшилась светосила на широком угле (1:4 вместо 1:3,5).
Всего было выпущено пять вариантов объектива (приводятся оригинальные названия и даты с сайта Canon Camera Museum):
- EF 28-90mm f/4-5.6 USM (октябрь 2000)
- EF 28-90mm f/4-5.6 (октябрь 2000)
- EF 28-90mm f/4-5.6 II USM (сентябрь 2002)
- EF 28-90mm f/4-5.6 II (сентябрь 2003)
- EF 28-90mm f/4-5.6 III (сентябрь 2004)

В связи с прекращением выпуска плёночных любительских зеркальных фотоаппаратов и началом производства цифровых фактическим преемником объектива 28—90 мм стала модель Canon EF-S 18-55 мм.

## Технические характеристики
| Характеристика                        | Значение |
| ------------------------------------- | -------- |
| Фокусное расстояние (мм)              | 28-90    |
| Конструкция (элементов/групп)         | 10/8     |
| Относительное отверстие               | 1:4-5,6  |
| Минимальная диафрагма                 | 22-32    |
| Минимальная дистанция фокусировки (м) | 0,38     |
| Поле зрения                           | 75°-27°  |
| Количество лепестков диафрагмы        | 5        |
| Диаметр под светофильтр (мм)          | 58       |
| Размеры (диаметр × длина, мм)         | 67 × 71  |
| Вес (гр)                              | 180      |